# 许达哲
许达哲（1956年9月—），男，汉族，湖南浏阳人，生于江西南昌，中华人民共和国政治人物。哈尔滨工业大学机械系机械制造专业毕业，研究生学历，工学硕士，高级工程师。中国共产党第十七届中纪委委员，第十八届、第十九届中央委员。曾任中国航天科工集团公司副总经理、总经理，中国航天科技集团公司董事长，中华人民共和国工业和信息化部副部长、党组副书记，国家航天局局长，国家原子能机构主任，国家国防科技工业局局长、党组书记，湖南省人民政府省长，中共湖南省委书记，湖南省人大常委会主任。

## 生平

### 早年经历
许达哲的父母在南昌洪都飞机制造厂工作，因此许达哲在南昌出生、成长。高中就读于洪都中学。
1975年12月，高中毕业后的许达哲来到余干县河埠公社江坪大队。
1977年12月，许达哲参加恢复高考后的首次考试。他在高校录取时，因成绩优异，被不在志愿表上的哈尔滨工业大学机械系机械制造专业录取。1978年3月，许达哲入学学习，并于1982年1月加入中国共产党。1982年3月结束本科学习后，许达哲继续在哈工大本专业攻读硕士研究生。

### 航空航天
1984年12月，研究生毕业后的许达哲分配到航天工业部第一研究院工作，担任15所九室设计员。1988年12月，任五室工程组长。1990年3月，升任室副主任，1992年12月任主任。1993年9月，任15所副所长。1994年4月，任民品开发部开发部副部长。1995年1月，升任一院副院长（正厅级），1997年7月兼总工艺师，1999年5月兼火箭总装厂厂长。最后在2000年1月，升任一院院长、党委副书记。
2001年11月，许达哲任中国航天科技集团公司副总经理、党组成员。2006年3月至2007年1月，在中央党校第22期一年制中青年干部培训班学习。2007年6月，任中国航天科工集团公司总经理、党组书记。许达哲参与了神舟系列飞船十次飞天的工作。在神舟五号飞船发射时，他又亲任首次载人飞行试验大队的大队长。他先后获国家科技进步特等奖两项，部级科技进步一等奖两项、二等奖两项、三等奖一项。2008年当选为国际欧亚科学院院士，2010年当选为国际宇航科学院院士。2012年11月，许达哲在中共十八大上当选中共中央委员，成为中央企业负责人中仅有的七位中共中央委员之一。
2013年4月，许达哲接替马兴瑞，任中国航天科技集团公司董事长、党组书记。同年12月，他再次接替马兴瑞，任工业和信息化部副部长、党组副书记，国家航天局局长，国家原子能机构主任，国家国防科技工业局局长、党组书记。期间，他于2014年1月任中央保密委员会委员、2014年3月任国务院中央军委专门委员会委员、2014年9月任国家国防动员委员会委员。

### 主政一方
2016年8月，近60岁的许达哲任湖南省委副书记。9月5日，任湖南省人民政府副省长、代理省长。12月5日，當選湖南省省長。履新之前，中央领导同许达哲谈话强调，湖南是扶贫大省，脱贫攻坚任务非常艰巨，要把脱贫攻坚作为重中之重来抓。履新之后，许达哲到多地调研扶贫工作。到2020年3月2日，湖南全部贫困县宣布摘帽。2018年4月，许达哲陪同习近平视察了岳阳市君山华龙码头和城陵矶水文站。2020年9月，又陪同习近平视察了郴州、长沙等地。
2020年11月，已年满64岁的许达哲接替杜家毫，出任中共湖南省委书记。2021年1月，当选为湖南省人大常委会主任。2021年5月23日，许达哲受习近平委托，专程看望袁隆平的家属，转达习近平对袁隆平的深切悼念和对其家属的亲切问候。
2021年10月，卸任中共湖南省委书记职务。由于年龄原因，他担任省委书记不到一年时间，这种情况是比较少见的。2021年10月23日，任全国人民代表大会教育科学文化卫生委员会副主任委员。2022年1月，辞去湖南省人大常委会主任职务。
2023年3月，许达哲当选第十四届全国人大常委会委员、教育科学文化卫生委员会副主任委员。